# SONGS (SIONのアルバム)
『SONGS』（ソングス）は、SIONが2000年9月27日に東芝EMI / EASTWORLDからリリースした、初のカバー・アルバム。

## 解説
デビュー15周年を迎えたSIONの初のカバー・アルバム。全曲の日本語詞をSION自身が書き上げた。

## 収録曲
全日本語詞：SION
1. MAYBE (3:52)
作詞・作曲：Dave Mason
2. IRISH LULLABY (3:48)
作詞・作曲：James Royce Shannon
3. DANCE ME TO THE END OF LOVE (5:03)
作詞・作曲：Leonard Cohen
4. A SONG FOR YOU (4:45)
作詞・作曲：Leon Russell
5. ガラスの乗客 (THE PASSENGER) (5:09)
作詞・作曲：James Osterberg, Ricky Gradiner
6. 夢の島 (SAIL AWAY) (2:34)
作詞・作曲：Randy Newman
7. MORNING HAS BROKEN (3:55)
作詞・作曲：Cat Stevens, Eleanor Farjeon
8. タクシー (MAGNOLIA) (4:41)
作詞・作曲：J.J. Cale
9. 早く来い (THAT'S ALL I WANT FROM YOU) (4:15)
作詞・作曲：M.Rotha, Fritz Rotter
10. OVER THE RAINBOW (5:44)
作詞：E.Y.Harburg / 作曲：Harold Arlen

## 参加ミュージシャン
- SION：ボーカル、ハーモニカ

### Tokyo Recording
- The Groovers
  - 藤井一彦：ギター
  - Takahashi Bob：ベース
  - Yasuchika Fujii：ドラム
- 松田文：ギター
- 井上富雄：ベース
- Atsushi Tsunoda：ベース
- 河村智康：ドラム
- Atsushi Matsushita：ドラム
- 細海魚：キーボード
- 島田昌典：キーボード

### New York Recording
- J.T. Lewis：ドラム
- Greg Cohen：ベース
- Sean Lennon：ベース
- Mark Ribot：ギター、コーラス
- Robert Quine：ギター
- John Medeski：ピアノ、メロトロン
- Reuben Wilson：オルガン
- James Chance：サックス
- Jill Jaffe：ヴァイオリン、ヴィオラ
- Erik Friendlander：チェロ
- John Lurie：コーラス
- Marc Anthony Thompson：ドラムプログラミング